# Histon H2A
Histon H2A ist eines der fünf Haupt-Histon-Proteine des Chromatins in eukaryotischen Zellen. Bestehend aus einer globulären Hauptdomäne und einem langen N-terminalen Ende, spielt es eine Rolle in der Struktur der Nukleosomen und somit der „Perlenschnur“-Struktur der Chromatinfäden.

## Varianten
Der Begriff „Histon H2A“ umfasst mehrere, strukturell sehr ähnliche Varianten von H2A. Einige der bekannten Varianten sind H2A.1, H2A.2, H2A.X und H2A.Z.

## Andere Histon-Proteine
- H1
- H2B
- H3
- H4